# Otto Schäfer (Industrieller)
Otto Schäfer (* 29. Juni 1912 in Romanshorn/Bodensee; † 5. Januar 2000 in Schweinfurt) war ein deutscher Großindustrieller und ein bedeutender Buch- und Kunstsammler.

## Leben
Otto Schäfer wurde in eine Schweinfurter Industriellenfamilie hineingeboren. Sein Vater war der erfolgreiche Kugellagerfabrikant Johann Georg Schäfer, der die Firma Kugelfischer gründete. Seine Mutter Alwine Schäfer geb. Hinz war die zweite Ehefrau. Aus der ersten Ehe des Vaters mit Frederike Schunk stammte sein Halbbruder Georg Schäfer. Beide Söhne waren im Unternehmen tätig und anspruchsvolle und erfolgreiche Kunstsammler.
Von 1936 bis 1938 leitete Otto Schäfer die erste Produktionsstätte der FAG Kugelfischer in England („Fischer Bearings Manufacturing Limited“ in Wolverhampton). Ab 1937 war er geschäftsführender Gesellschafter der FAG Kugelfischer, die auch für die Rüstungsindustrie tätig war. Von 1983 bis 1989 war er Vorsitzender des Aufsichtsrats. Er engagierte sich auch sozial in der nach seiner Mutter benannten „Alwine-Schäfer-Kinderkrippe“ (1962) und in der Alwine-Schäfer-Gedächtnisstiftung (1972), die Menschen in Not „Hilfe zur Selbsthilfe“ ermöglicht.
Otto Schäfer sammelte schon früh Grafiken und begann mit dem Aufbau einer breit angelegten Sammlung zur europäischen Druckgraphik. Ab 1951 erwarb er auch illustrierte Bücher des 15. bis 20. Jahrhunderts, woraus sich bald die Bibliothek Otto Schäfer entwickelte.

## Bibliothek und Museum
Durch Ausstellungen und Publikationen wurden beide Sammlungen überregional bekannt. Um die Bibliothek auf Dauer öffentlich zugänglich zu machen, gründete Otto Schäfer 1989 die Dr. Otto-Schäfer-Stiftung e.V. und ließ ein Museum bauen. Seit 2018 wird das Museum Otto Schäfer von der Otto Schäfer Stiftung der Stadt Schweinfurt getragen.